# Ravageurs des choux

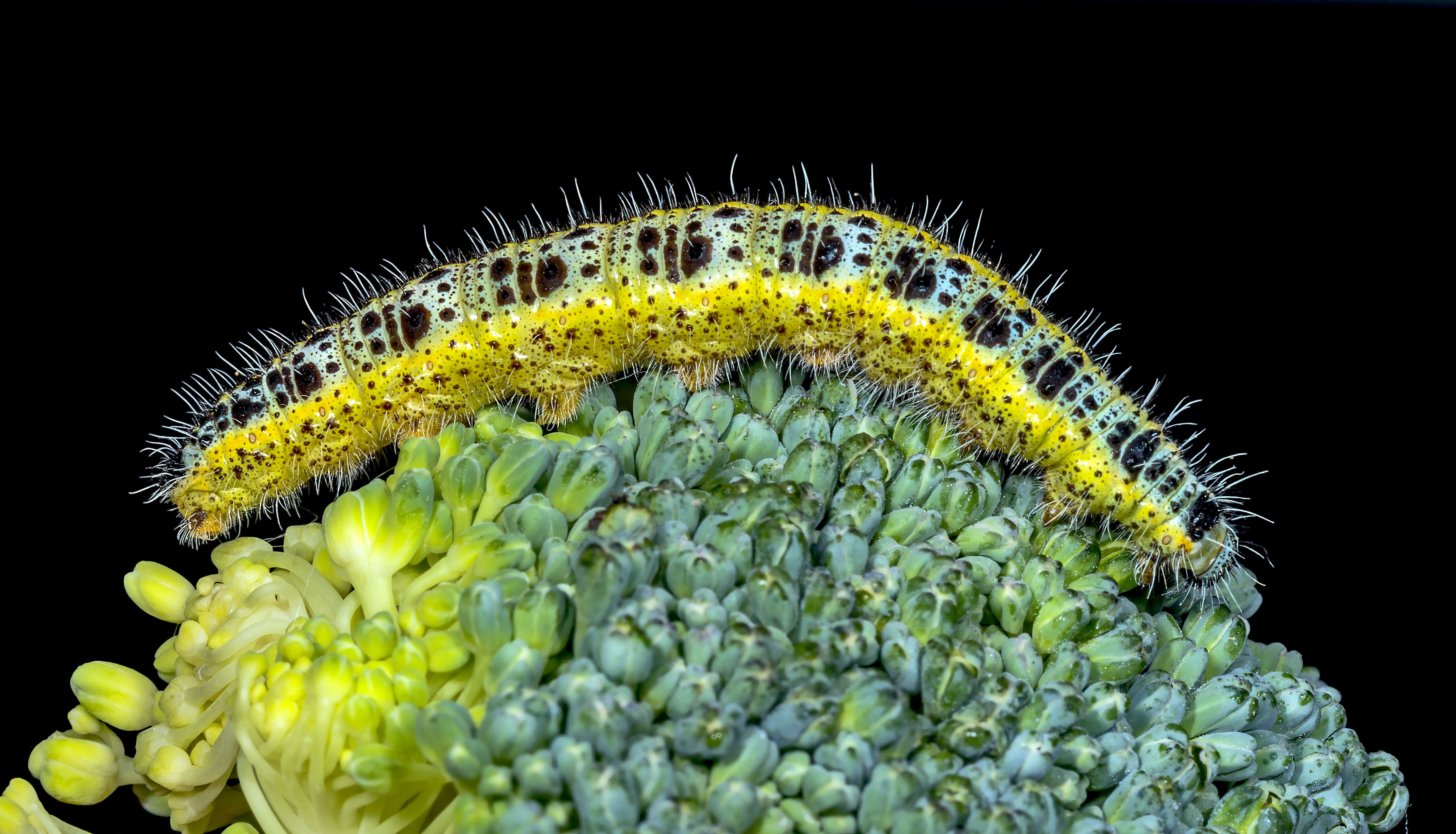
Chenille de la piéride du chou.

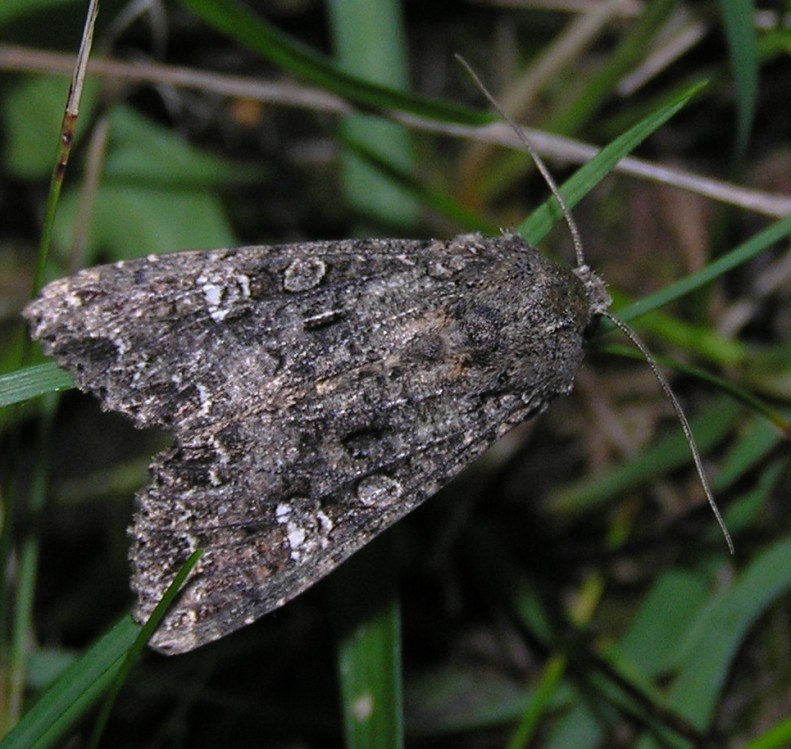
Noctuelle du chou.

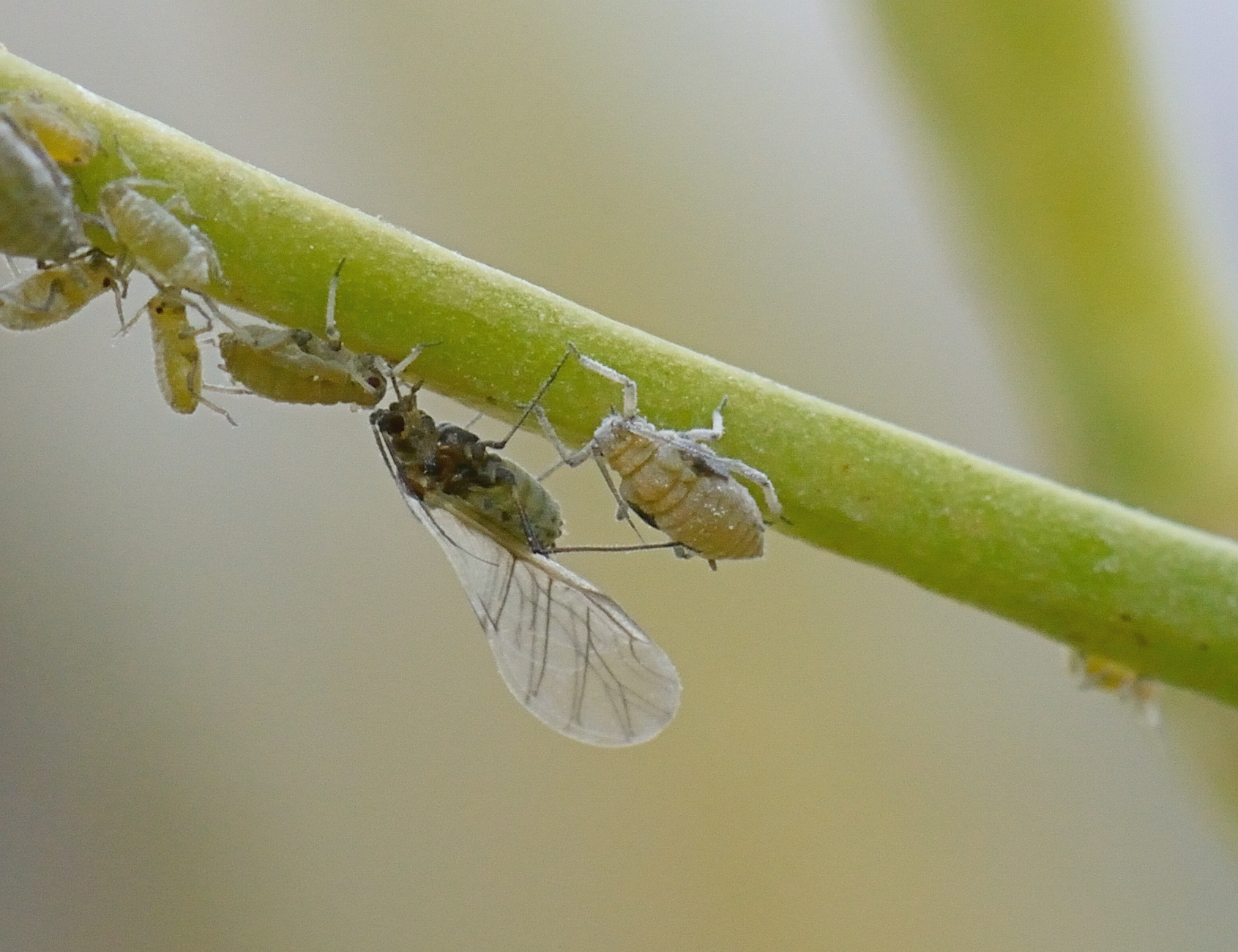
Pucerons cendrés du chou.

Liste non exhaustive des ravageurs des choux cultivés, notamment chou (Brassica oleracea L.), chou-fleur (Brassica oleracea L. convar. botrytis), pe-tsaï ou chou de Chine (Brassica rapa subsp. pekinensis).

## Insectes
Diverses espèces d'insectes attaquent les choux.

### Diptères
- Contarinia nasturtii (cécidomyie du chou-fleur)[1],
- Delia radicum (mouche du chou)[2],

### Coléoptères
- Baris laticollis (baris des crucifères),
- Ceuthorhynchus pleurostigma (charançon gallicole du chou),
- Ceuthorhynchus napi (charançon de la tige du colza),
- Phyllotreta nemorum (altise des crucifères),

### Hémiptères
- Brevicoryne brassicae (puceron cendré du chou)[2],
- Lipaphis erysimi ( puceron du navet)[2],
- Murgantia histrionica (punaise arlequin ou punaise des choux)
- Myzus persicae (puceron vert du pêcher),
- Trialeurodes vaporariorum (aleurode des serres).

### Hyménoptères
- Athalia rosae (tenthrède de la rave),

### Lépidoptères
- Autographa gamma (noctuelle gamma),
- Evergestis forficalis (pyrale des crucifères),
- Evergestis rimosalis (pyrale rayée du chou)[2],
- Hellula rogatalis (tisseuse du chou)[2],

- Mamestra brassicae (noctuelle du chou),
- Mamestra oleracea (noctuelle potagère),
- Pieris brassicae (piéride du chou),
- Pieris rapae (piéride de la rave)[2],
- Plutella xylostella (teigne des crucifères)[2],
- Trichoplusia ni (fausse-arpenteuse du chou)[2],

## Nématodes
- Heterodera schachtii (nématode des crucifères ou anguillule à kyste de la betterave),
- Heterodera cruciferae (nématode des crucifères),